# 楠瀨幸彥

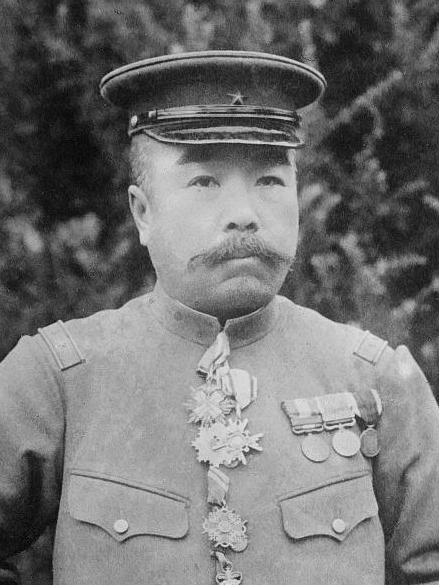
1913年頃的楠瀬幸彦

楠瀨幸彥（日语：／ Kusunose Yukihiko，1858年4月28日（安政五年三月十五）—1927年3月20日（昭和二年3月20日））為日本陸軍軍人、陸軍大臣。最終階級陸軍中將。功三級。

## 生平
高知藩士、高知縣楠瀨正志的長子。就讀過東京海南私塾、陸軍幼年學校。1880年12月、陸軍士官學校生徒（舊3期）畢業。法國留學。歷任陸士教官、近衛砲兵連隊中隊長、參謀本部第1局員、參謀本部副官等職務。1892年4月6日任駐俄羅斯公使館陸軍武官。
1894年11月、任臨時京城公使館館員（韓國政府軍部顧問）、與三浦梧楼公使共事。1895年10月8日涉入閔妃暗殺事件（乙未事變）。同年10月至翌年1月入獄。1896年1月14日、第5師團軍法會議以無罪判決釋放。
擔任過台灣總督府參謀、西部都督部參謀長、第12師團參謀長。1901年6月、進級陸軍少將。之後歷任對馬警備隊司令官、大阪砲兵工廠提理。日俄戰爭時、1904年3月27日任第2軍兵站監隨軍出征。1904年6月25日、第4軍創設時任砲兵部長。奉天會戰時、1905年5月9日任滿州軍重砲隊司令官參戰。
經歷過由良要塞司令官、樺太守備隊司令官等職務。1907年4月1日擔任初代樺太廳長官。1907年11月、進升陸軍中將。歷任第1師團司令部付、由良要塞司令官、技術審査部長。1913年6月、軍部大臣現役武官制改正問題時，在木越安綱後受任為陸軍大臣。翌年4月辭任大臣後待命。1917年4月退任現役、編入預備役。

## 家族
- 妻 楠瀨福 渡邊央陸軍少將的女兒
- 五男 楠瀨熊彦 遞信省官吏

## 外部連結
- Wendel, Marcus. . Axis History Factbook.   [2011-01-22]. （原始内容存档于2012-05-12）.